# 宣夜說
宣夜說是中國古代的宇宙論，認為宇宙有無限廣度的空間。宣夜說受道家思想影響，起源可追溯至《莊子·逍遙遊》：「天之蒼蒼其正色邪？其遠而無所至極邪？」即以提問方式表述對天無邊際的懷疑。東漢時期秘書郎郄萌將此觀念系統化，提出宇宙無形、天體浮動的說法，後世稱之為「宣夜之學」。此說不認為天有某種形狀，沒有「天球」的想法。依據萬有引力定律和天體力學法則說明了天體的運動，證明了宣夜說的基本觀點是正確的，然而在古代中國缺乏證明理論的手段，只能使它保留在思想領域，成為一種思辯的假說。
唐太宗貞觀年間編撰《晉書·天文志》，主編是房玄齡、孔穎達等人，《天文志》由李淳風主筆、編定內容整合歷朝天文學說，但宣夜說是作為異端被引用與比較，故宣夜說並非當代主流學說，李淳風以祖暅、王蕃、何承天、梁代的觀測、渾天儀、晷影測法來講述渾天說，並以《隋書·天文志》揚雄《難蓋天八事》批評蓋天說的錯誤，系統性建構渾天說，並強調渾天說的優越。

## 概念
《晉書·天文志》：「漢秘書郎郗萌記先師相傳曰：天了無質，仰而瞻之，高遠無極，眼瞀精絕，故蒼蒼然也。譬之旁望遠道之黃山而皆青，俯察千仞之深谷而窈黑，夫青非真色，而黑非有體也。日月眾星自然浮生虛空之中，其行其止皆須氣焉。是以七曜或逝或住，或順或逆，伏見無常，進退不同，由乎無所根系，故各異也。故辰極常居其所，而北斗不與眾星西沒也；攝提、填星皆東行，日行一度，月行十三度，遲疾任情，其無所繫著可知矣。若綴附天體，不得爾也。」
因此，宣夜說主張天不是什麼有形體的東西，而是一個無邊無際、看不到盡頭的虛空空間，好比你看遠方的黃山，會覺得它是青色的；看深谷，覺得它是黑的。但其實山並不是真的青，谷也不是實體的黑色。這些只是視覺上的錯覺。日月星辰就像漂浮在這片虛空中的光點一樣，有的快有的慢，有的順行有的逆行，是因為它們都不是「黏在」某個天體上，各自飄著走，所以行動狀態都不一樣。設想宇宙是無限的，天體飄浮在虛空之中，互相遠離，受「氣」的推動而運行，進退不一。
- 在西方，相似的宇宙無限的說法，首見於古希臘哲學家德谟克利特。

## 難蓋天八事
- 其一：「日之東行，循黃道。晝夜中規，牽牛距北極南百一十度，東井距北極南七十度，並百八十度。週三徑一，二十八宿周天當五百四十度，今三百六十度，何也？」
- 其二：「春秋分之日正出在卯，入在酉，而晝漏五十刻。即天蓋轉，夜當倍晝。今夜亦五十刻，何也？」
- 其三：「日入而星見，日出而不見，即斗下見日六月，不見日六月。北斗亦當見六月，不見六月。今夜常見，何也？」
- 其四：「以蓋圖視天河，起斗而東入狼弧間，曲如輪。今視天河直如繩，何也？」
- 其五：「周天二十八宿，以蓋圖視天，星見者當少，不見者當多。今見與不見等，何出入無冬夏，而兩宿十四星當見，不以日長短故見有多少，何也？」
- 其六：「天至高也，地至卑也。日托天而旋，可謂至高矣。縱人目可奪，水與影不可奪也。今從高山上，以水望日，日出水下，影上行，何也？」
- 其七：「視物近則大，遠則小。今日與北斗，近我而小，遠我而大，何也？」
- 其八：「視蓋橑與車輻間，近杠轂即密，益遠益疏。今北極為天杠轂，二十八宿為天橑輻。以星度度天，南方次地星間當數倍。今交密，何也？」